# Gerhard von Kamptz
Gerhard von Kamptz (ur. 27 grudnia 1902, zm. 16 maja 1998) – niemiecki oficer, komandor Kriegsmarine w czasie II wojny światowej, kawaler Krzyża Żelaznego, dowódca garnizonu na Bornholmie od 5 marca do 9 maja 1945. Po kapitulacji przed Rosjanami więziony, zwolniony 1 stycznia 1954.